# Haarausfall
Haarausfall ist ein permanenter oder vorübergehender, diffuser oder herdförmiger verstärkter Haarverlust. Er kann altersabhängig auftreten, aber auch andere Ursachen haben. Im Normalfall fallen dem Menschen durchschnittlich zwischen 70 und 100 Kopfhaare pro Tag aus und werden ersetzt. Fachbegriffe für unerwünschten Haarausfall sind Effluvium (über die Norm gesteigerter Haarausfall) und Alopezie bzw. Alopecia für eine sichtbare Lichtung ohne oder mit abnorm schütterem Haupthaar (Hypotrichose).

## Arten

### Androgenetischer Haarausfall
Androgenetischer Haarausfall (Alopecia androgenetica oder androgenetische Alopezie (AGA), durch Androgene hervorgerufener Haarausfall) ist eine normale Erscheinung des Älterwerdens. Durch Enzyme wird wie bei allen Hormone auch das Testosteron ab- und umgebaut. Das dabei entstehende Dihydrotestosteron (DHT) ist die biologisch aktive Form von Testosteron. Bei Männern bewirkt dieses DHT einerseits ein gesteigertes Wachstum im Bartbereich andererseits die Vermehrung von Talgdrüsen auf dem Kopf. Die Vermehrung der Talgdrüsen führt im Kopfbereich nach und nach zu einer fortschreitenden Verkleinerung der Haarwurzeln und kann schließlich zum Ausfall der Kopfhaare führen. Etwa 80 % der Männer und 50 % der Frauen weltweit sind betroffen. Auch das Rauchen beschleunigt den Haarverlust.
Bei Männern ist der Beginn der AGA meistens durch das Zurücktreten der Stirn-Haar-Grenze an den Schläfen mit der Ausbildung von Geheimratsecken gekennzeichnet. Im weiteren Verlauf tritt eine zunehmende Haarlichtung in der Scheitelregion (Tonsurbereich) ein. Allerdings zeigen einige Männer mit AGA ein eher weibliches Haarausfallmuster (FPHL), das durch eine diffuse Ausdünnung der Haare im mittleren Frontalbereich und am Oberkopf gekennzeichnet ist, während der vordere Haaransatz erhalten bleibt.
AGA bei Jugendlichen wird Alopecia praematura genannt.
Bei Frauen beginnt der AGA im Bereich des Mittelscheitels. Im weiteren Verlauf tritt eine zunehmende Haarlichtung in der Kronenregion ein. Der AGA beginnt in der Regel nach der Menopause. Die Behandlung hormonabhängiger Tumoren wie Brustkrebs mit Aromatasehemmern können ebenfalls zu einem androgenetischen Haarausfall bei jüngeren Frauen führen. Rund ein Drittel der weiblichen und etwa 10 % der männlichen Haarausfall-Patienten sollen auch unter Kopfhautschmerzen (Trichodynie) leiden.
Familiär gehäufter Haarausfall spricht für eine erbliche Überempfindlichkeit der Haarfollikel gegen das Steroidhormon Dihydrotestosteron (DHT). Die Wachstumsphase (Anagenphase) der Haare ist verkürzt. Daher setzen viele Medikamente darauf, die Wirkung des DHT zu vermindern.
Androgenetischer Haarausfall ist keine Krankheit, kann sich aber auf das Selbst- und Fremdbild auswirken. Männer mit Haarausfall werden tendenziell als älter und intelligenter, aber auch als weniger dominant, weniger dynamisch und weniger maskulin wahrgenommen. In der Eigenwahrnehmung der Betroffenen geht der Verlust der Haare z. B. mit dem Verlust des Selbstwertgefühls, mit einer Introversion, mit Depressionen, mit einem Neurotizismus und mit Gefühlen der Unattraktivität im Selbstbild einher. Dieses negative Selbstbild kann sich bei der Partnerwahl, im sozialen Umfeld und in der beruflichen Entwicklung auswirken.

### Alopecia areata

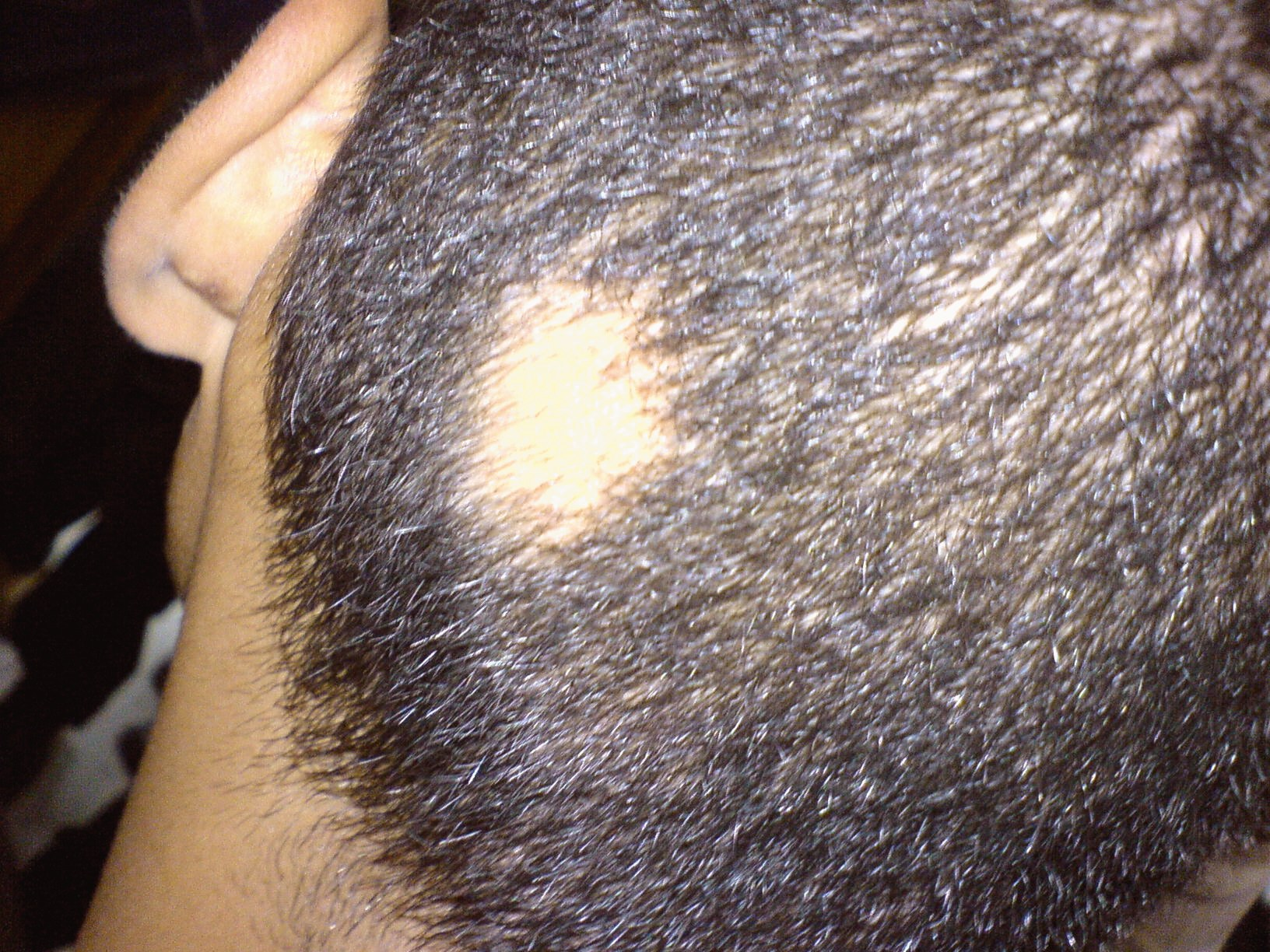
Alopecia areata

Unter einer Alopecia areata (auch: Alopecia circumscripta, Pelade, Areata celsis, kreisrunder Haarausfall) versteht man einen runden, lokal begrenzten krankhaften Haarausfall. Bei über 80 % der betroffenen Personen geht der Haarausfall vom Kopf aus. Bei Männern kann auch der Bartbereich oder in Ausnahmefällen der Bereich der Körperbehaarung betroffen sein. Dieses Krankheitsbild wurde erstmals von Hippokrates erwähnt und in Anlehnung an das altgriechische Wort für Fuchs bezeichnet (altgriechisch ἀλώπηξ alópex „Fuchs“). Die genaue Bedeutung ist jedoch ungeklärt. Entweder geht sie auf die Beobachtung zurück, dass manchen Füchsen die Haare fleckförmig ausfielen, oder darauf, dass an Stellen, auf die Füchse uriniert hatten, lange nichts wuchs. Es handelt sich um eine Autoimmunerkrankung.
Alopecia areata ist die häufigste Haarausfallerkrankung (ca. 1,4 Millionen Menschen in Deutschland) und tritt in jedem Lebensalter auf, bevorzugt im zweiten und dritten Lebensjahrzehnt. Die Lebenszeitinzidenz beträgt etwa zwei Prozent. Beschrieben wird auch ein Verlust der gesamten Kopfbehaarung (Alopecia totalis) und auch der Körperbehaarung (Alopecia universalis).
Typischerweise liegen am behaarten Kopf eine oder mehrere kreisrunde kahle Stellen vor. Daher spricht man auch von kreisrundem Haarausfall. Im Randbereich findet man häufig sogenannte „Ausrufezeichen-Haare“. Dies sind kurz abgebrochene Haare, die an ihrem Ende immer dünner werden. Die Kahlstellen sind glatt, eingesunken, nichtschuppend, und die Haarfollikel bleiben erhalten. Häufig bestehen zusätzlich Veränderungen der Fingernägel mit Grübchen, Rillen oder sandpapierartigen Aufrauungen. Die Ursache ist eine Autoimmunreaktion, die durch cytotoxische CD8+-T-Zellen hervorgerufen wird, die die Haarfollikel angreifen.
Manche Hautinfektionen können (bei der Alopecia symptomatica) zu einem zeitlich begrenzten Haarverlust führen, etwa Impetigo contagiosa, Karbunkel, Wundrose und Gürtelrose.

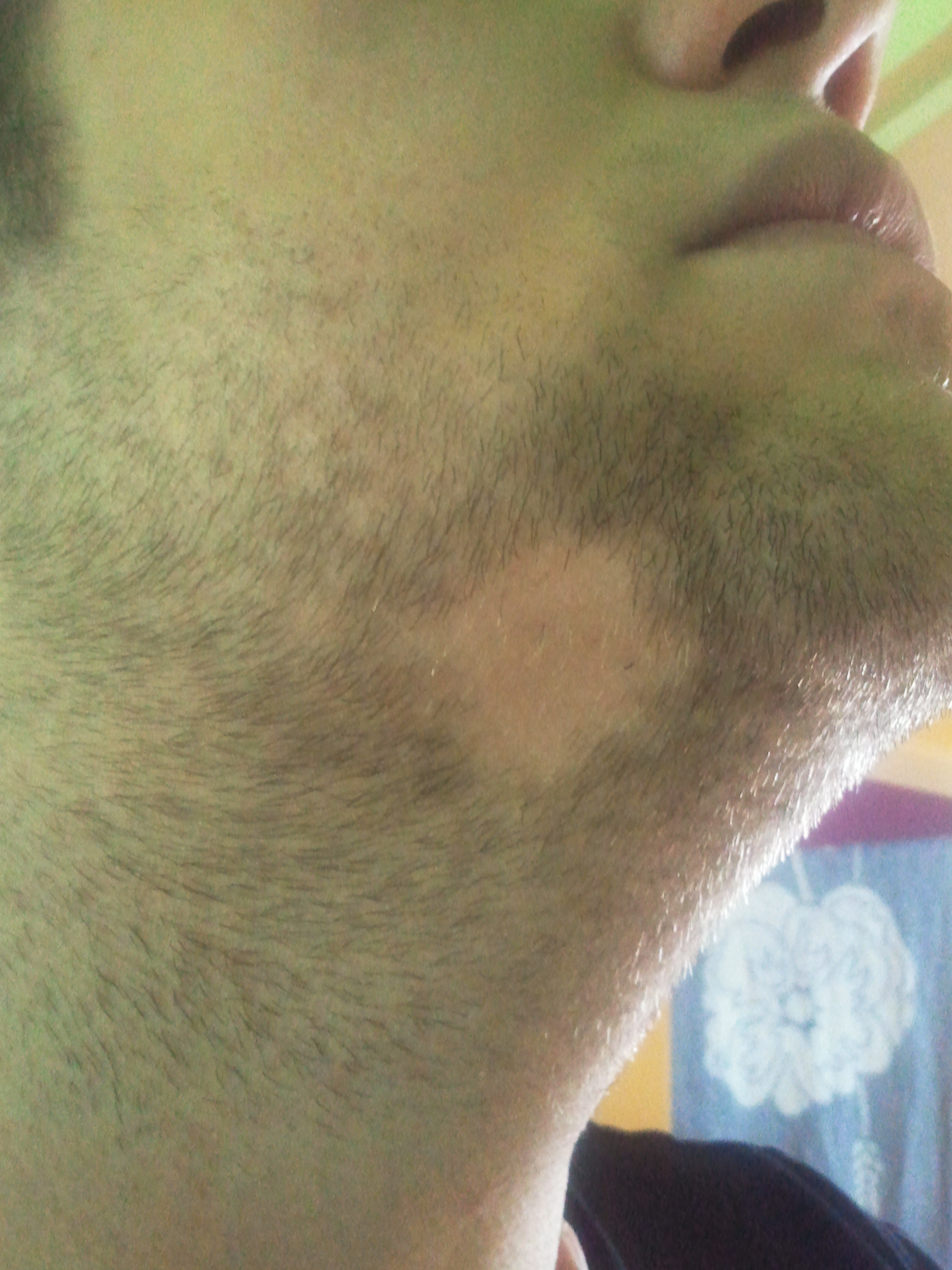
Alopecia areata unter dem Kinn

Alopecia areata führt teilweise auch zum Verlust der Nasenhaare. Dies kann Allergien verstärken sowie zu Infektionen der oberen Atemwege führen.
Eine Sonderform der Alopecia areata ist die Alopecia areata atrophicans, die auch (nach dem französischen Dermatologen Louis Anne Jean Brocq, 1856–1928) Pseudopelade Brocq genannt wird. Sie tritt besonders bei Frauen zwischen 30 und 55 Jahren auf und beginnt schleichend mit kleinen haarlosen Flecken und geröteter, glänzender Haut. Dieser Haarverlust ist fortschreitend und irreversibel.

### Diffuser Haarausfall
Vom diffusen Haarausfall (diffuse Alopezie, telogenes Effluvium) spricht man, wenn die Haare vom gesamten Kopf abfallen. Dieser Haarausfall tritt öfter bei Frauen auf. Die Ursachen sind vielfältig, z. B. Hormonschwankungen, Schilddrüsenerkrankungen, Eisenmangel, Infektionen, Kopfhauterkrankungen, Lupus, Stress oder einseitige Ernährung. Einige Medikamente (so z. B. der Wirkstoff Methylphenidat, der in der Behandlung von ADHS und Narkolepsie eingesetzt wird) können ebenfalls zu Haarausfall führen. Haarausfall kann im Zuge von Hungerkuren, bei Stoffwechselerkrankungen wie Diabetes mellitus, beim Morbus Crohn (einer Entzündung der Darmwand), bei einer Bulimie, bei Anorexie (Magersucht) oder auch bei Anämie (einer Verminderung bzw. Missbildung roter Blutkörperchen bzw. deren erniedrigtem Hämoglobingehalt) hervorgerufen werden. Auch Geschlechtskrankheiten wie Syphilis (im zweiten und dritten Stadium) und Pilzerkrankungen können zu Haarausfall führen.
Das giftige Metall Thallium erzeugt bereits in Mengen von unter einem Gramm einen Haarausfall. Auch bestimmte Medikamente wie Antikoagulanzien (blutgerinnungshemmende Medikamente in hoher Dosierung), Beta-Blocker, Retinoide (Vitamin-A-Derivate, die bei Hautkrankheiten eingesetzt werden), Thyreostatika (Schilddrüsen-Medikamente), Gestagene (Kontrazeptiva), Statine (Cholesterinsenker), Pestizide sowie ionisierende Strahlung können zu Haarausfall führen.

### Haarausfall nach einer Schwangerschaft
Zwei bis vier Monate nach einer Entbindung kommt es oftmals bei der Mutter durch einen Abfall des Östrogenspiegels zu diffusem Haarausfall, besonders auffällig im Bereich des Haaransatzes und der Schläfen. Er hält 6 bis 24 Wochen an, im Einzelfall bis zu 15 Monate. Die Haare wachsen in der Regel normal nach und eine Behandlung ist nicht erforderlich.

### Weitere Formen
Neben diesen typischen Alopezie-Formen gibt es noch folgende:
1. A. actinica: strahlenbedingte A.
2. A. mechanis (Alopecia traumatica): Haarausfall aufgrund von Druck, Zug oder Reibung; z. B.: durch Haarausreißen, Tragen von schweren Lasten auf dem Kopf oder langes Aufliegen des Kopfes bei Bettlägerigen oder Säuglingen. Hier gibt es auch mehrere Unterformen wie die A. liminaris, A. marginalis frontalis traumatica, Kissen-A., Säuglingsglatze (= A. neonatorum),
3. A. seborrhoica: Haarausfall mit begleitender Überproduktion von Talg (siehe Seborrhö),
4. A. mucinosa: Haarausfall infolge Muzinose,
5. A. parvimaculata: Haarausfall infolge einer Infektion,
6. A. senilis: normaler Haarausfall im Alter,
7. A. specifica / A. syphilitica: Haarausfall im Zuge des 2. Syphilis-Stadiums (siehe Syphilis),
8. A. triangularis congenita Sabouraud: angeborene Haarlosigkeit in einem dreieckigen Bereich an den Schläfen, dessen Ursache ein Mangel an Haarfollikeln in diesem Hautbezirk ist,
9. A. congenita: angeborene Haarlosigkeit am gesamten Körper.
10. A. universalis: vollständiger Verlust der Haare, einschließlich Augenbrauen und Wimpern. Es ist eine fortgeschrittene Form von A. areata.

### Zytostatika und Strahlentherapie
Zytostatika stören die Haarwurzel kurzfristig. Im Anschluss wächst das Haar normal weiter aus der Haarwurzel heraus. Kommt nun aber die fehlerhafte Stelle an die Hautoberfläche, was je nach Wachstumsgeschwindigkeit etwa 2–3 Wochen dauert, bricht es ab. Es „fallen“ büschelweise die Haare „aus“, wobei es eigentlich nur zu einem massiven Abbrechen kommt. Die Haare wachsen fast immer nach, da es eigentlich nie zu einer massiven Schädigung aller Haarwurzeln kommt.
Durch lokale gezielte Kälteeinwirkung (Hypothermie) wird die Durchblutung im Haarwurzelbereich vermindert, was dem Haarausfall entgegenwirken soll.
Die Radiotherapie (Bestrahlung) kann lokal (nur im bestrahlten Feld) zu einem Haarverlust führen. Bei intensiver Bestrahlung kann es zu einer Zerstörung der Haarwurzeln kommen, so dass der Haarverlust irreversibel ist.

## Im Rahmen von Syndromen
Bei folgenden Syndromen kann die Alopezie mit ein Leitsymptom sein:
- Aderhautatrophie-Alopezie-Syndrom[24]
- Alopezie mit Antikörper-Mangel, Synonym: Ipp-Gelfand-Syndrom[25]
- Alopezie, fibrosierende frontale[26]
- Alopezie-Epilepsie-Pyorrhoe-Intelligenzminderung-Syndrom, Synonym: Shokeir-Syndrom[27]
- Alopezie-Intelligenzminderung-Syndrom, Synonym: Perniola-Krajewska-Carnevale-Syndrom[28]
- Alopezie-Intelligenzminderung-hypergonadotroper Hypogonadismus-Syndrom, Synonym: Devriendt-Vendenberghe-Fryns-Syndrom[29]
- Alopezie-Kontrakturen-Kleinwuchs-Intelligenzminderung-Syndrom[30]
- ANE-Syndrom (Alopezie-progressiver neurologischer Defekt-Endokrinopathie-Syndrom).[31][32]
- Crandall-Syndrom, Synonym: Alopezie-sensorineurale Schwerhörigkeit-Hypogonadismus-Syndrom[33]
- Cronkhite-Canada-Syndrom
- Daumenfehlbildung-Alopezie-Pigmentanomalie-Syndrom[34]
- Dermotrichie-Syndrom
- Frontonasale Dysplasie Typ 2, Synonym: Fronto-nasale Dysplasie mit Alopezie und Genitalfehlbildungen; Kranio-fronto-nasale Dysplasie mit Alopezie und Hypogonadismus
- GAPO-Syndrom, Synonym: Wachstumsverzögerung-Alopezie-Pseudoanodontie-Optikusatrophie-Syndrom
- Gómez-López-Hernández-Syndrom, Synonym: Kraniosynostose - Alopezie – Hirndefekt[35]
- Hypergonadotroper Hypogonadismus, primärer - partielle Alopezie[36]
- Hypogonadotroper Hypogonadismus - frontoparietale Alopezie, Synonym: Salti-Salem-Syndrom[37]
- Ichthyose-Alopezie-Eklabium-Ektropion-Intelligenzminderung-Syndrom, Synonym: Jagell-Holmgren-Hofer-Syndrom[38]
- Immundefekt, kombinierter schwerer, durch FOXN1-Defizienz, Synonym: Schwerer T-Zell-Immundefekt-kongenitale Alopezie-Nageldystrophie-Syndrom[39]
- Mandibulofaziale Dysostose mit Alopezie, Synonym: Bilaterale und symmetrische oto-mandibuläre Dysplasie mit Alopezie[40]
- Moynahan-Syndrom, Synonym: Alopezie-Epilepsie-Intelligenzminderung-Syndrom Typ Moynahan[41]
- Neuroektodermales Syndrom Typ Johnson, Synonym: Alopezie-Anosmie-Schallleitungsschwerhörigkeit-Hypogonadismus-Syndrom[42]
- Odonto-Onycho-Dysplasie mit Alopezie[43]
- Ornithin-Decarboxylase-Mangel[44]
- Palmoplantarkeratose - kongenitale Alopezie, autosomal-dominant, Synonym: Palmoplantarkeratose und kongenitale Alopezie Typ Stevanovic[45]
- Palmoplantarkeratose - kongenitale Alopezie, autosomal-rezessiv, Synonym: Katarakt - Alopezie - Sklerodaktylie ; Palmoplantarkeratose - kongenitale Alopezie, Typ Wallis[46]
- PARC-Syndrom, Synonym: Poikilodermie, Alopezie, Retrognathie, Gaumenspalte[47]
- RIN2-Syndrom, Synonym: Makrozephalie-Alopezie-Cutis laxa-Skoliose-Syndrom[48]

## Diagnostik
Um die mögliche Ursache des Haarausfalls herauszufinden, wird die Durchführung folgender Bluttests empfohlen: Blutbild, Blutsenkung, Schilddrüsen- und Nierenfunktionsparameter, Calcium, Zink, Selen und Eisen im Serum, Ferritin, Transaminasen und Immunglobulin E (IgE-Spiegel). Wichtig sind auch die Hormone Testosteron, Estradiol und Progesteron sowie die antinukleären und Schilddrüsen-Antikörper. Ein Trichogramm hilft, den Schweregrad des Haarausfalls zu beurteilen. In besonderen Fällen kann eine Biopsie notwendig werden.

## Behandlung
Arzneimittel gegen Haarausfall sind nach § 34 Absatz 1 Satz 7 und 8 SGB V als Arzneimittel, „bei denen eine Erhöhung der Lebensqualität im Vordergrund steht“, von der Erstattung durch die Gesetzliche Krankenversicherung ausgeschlossen; entsprechend enthält die Anlage 2 der Arzneimittel-Richtlinie des Gemeinsamen Bundesausschusses eine Auflistung der ausgeschlossenen Präparate.
Rezeptfreie Produkte enthalten oft Cystin und B-Vitamine. Cystin ist der Hauptbestandteil des Haarkeratins, die Vitamine B1 und B5 spielen bei der Zellteilung, also auch der Bildung von neuen Haarzellen, eine Rolle. Eine Wirkung solcher Shampoos etc. ist wissenschaftlich nicht belegt, sie sind deshalb zur Behandlung von Haarausfall ungeeignet.
Kosmetische Angebote sind Haarverdichtung (sofern wenig Resthaar vorhanden) oder Haarteile.
Haartransplantationen können entstehende kahle Bereiche auf dem Kopf durch das Verpflanzen von Eigenhaar wieder schließen. Sie können aber nicht bei an einer Autoimmunkrankheit oder an entzündlichem Haarausfall leidenden Personen angewendet werden.
Immuntherapie. Seit Juni 2022 ist zur Behandlung schwerwiegender Alopecia areata der systemische JAK-Inhibitor Baricitinib zugelassen. Eine weitere mögliche Behandlung der Alopecia areata ist die topische Immuntherapie, die in Deutschland ohne Zulassung als Heilversuch angeboten wird. Dabei wird DCP (Diphenylcyclopropenon) oder SADBE (Quadratsäuredibutylester) auf die Kopfhaut aufgetragen. Glucocorticoide werden ebenfalls angeraten.
Chemotherapie. Eine weitere Behandlungsmöglichkeit ist die Photochemotherapie, z. B. die PUVA-Therapie. Ferner wurden in Pilotstudien die Wirkung von Calcipotriol untersucht.
Hormontherapie. Gegen AGA kann versucht werden, die Umwandlung von Testosteron in Dihydrotestosteron zu hemmen (Finasterid, Dutasterid, Cyproteron). Diese Medikamente sind verschreibungspflichtig und können schwerwiegende Nebenwirkungen haben. Minoxidil ist eine flüssige Substanz, die man auf die betroffenen Stellen aufträgt. Alfatradiol ist ein Stereoisomer des weiblichen Sexualhormons 17β-Estradiol. Es ist in Deutschland als Medikament gegen androgenetischen Haarausfall bei Männern und Frauen zugelassen. Bestimmte hormon-basierte Mittel gegen Akne scheinen auch bei Haarausfall zu helfen. In den USA ist dafür der Wirkstoff Clascoteron zugelassen.
Plasmatherapie. Einen neueren Therapieansatz stellt die Behandlung mit körpereigenem plättchenreichen Blutplasma (sogenanntes PRP von engl. Platelet-rich plasma) dar, das von plastischen Chirurgen oder Dermatologen unmittelbar in die Kopfhaut injiziert wird. Die Erfahrungsberichte praktizierender Mediziner sowie kleinere wissenschaftliche Studien scheinen hierbei einen positiven Effekt auf den Stopp des Haarausfalls und die Anregung neuen Haarwuchses zu belegen. Bestehende Kritik an der PRP-Therapie beschränkt sich soweit ersichtlich bisher mehr auf die bisher übersichtliche Studienlage als auf die denkbaren Resultate. Dass weitere und umfangreichere Studien erforderlich seien, räumen allerdings auch die Fürsprecher dieses Ansatzes ein.